# Allopulvinaria subterranea
Allopulvinaria subterranea är en insektsart som beskrevs av Charles Kimberlin Brain 1920. Allopulvinaria subterranea ingår i släktet Allopulvinaria och familjen skålsköldlöss. Inga underarter finns listade i Catalogue of Life.